# Have You Ever Been Mellow
Singles de Party Animals
Hava Naquila
(1996)
Have You Ever Been Mellow est le premier single du groupe musical néerlandais Party Animals, commercialisé dans leur tout premier album intitulé Good Vibrations. Le single est commercialisé en 1996 et atteint la première place des classements musicaux aux Pays-Bas en février 1996. La chanson contient des samples du titre composé en 1975 Have You Never Been Mellow chanté par Olivia Newton-John — chanson qui a été adaptée en français en 1975 par Nicole Rieu sous le titre Ma maison au bord de l'eau. Le refrain a été réutilisé et le mot never a été remplacé par ever. Musicalement parlant, le single est différent du rythme gabber rapide habituel. Il est certifié disque d'or. La chanson atteint également la 35e position du 90s Request Top 100 de 2006 établi par 3FM.
Le succès du morceau passe également par sa position en ouverture du onzième volume des compilations Thunderdome, Thunderdome XI - The Killing Playground.

## Pistes
| No | Titre                                                    | Durée |
| -- | -------------------------------------------------------- | ----- |
| 1. | Have You Ever Been Mellow? (Flamman & Abraxas Radio Mix) | 3:07  |
| 2. | Used & Abused (Amnesia Mix)                              | 5:21  |
| 3. | Have You Ever Been Mellow? (Tekno Mafia Mix)             | 4:36  |
| 4. | E.H.B.O.                                                 | 5:10  |
| 5. | Gabber Baby (feat. Het Amsterdams Gabberkoor)            | 3:10  |